# ココロありがとう
「ココロありがとう」は、ビリー・バンバンの楽曲。2022年3月2日にユニバーサルミュージックから発売された。

## 背景
2016年に発売された「さよなら涙」から、約6年ぶりとなるシングルで、アニメ映画『映画ドラえもん のび太の宇宙小戦争 2021』の挿入歌に使用された。ビリー・バンバンがアニメソングを手がけるのは、今作が初めてとなる。

## 音楽性

### ココロありがとう
作詞は松井五郎、作曲はビリー・バンバンの菅原進と、進の妻である菅原知子が共同で手がけた。
テーマは『兄弟愛』で、ドラえもんと野比のび太を兄弟と見立て、ビリー・バンバンにオーバーラップさせている楽曲となっている。菅原進は「『ココロ』って『愛』のこと。『すべての愛をありがとう』という歌詞。なんの迷いもなく曲は10分で出来た」「僕の声はクールだけど、兄さん（菅原孝）の声が加わると温かみが出てドラえもんの世界に近づける」と語っている。
ビリー・バンバンを起用した経緯は、2人が出演していたラジオ番組で、兄弟げんかを始めたのを映画関係者が目撃し「のび太たちの関係に通じるものがある」と発想したのがきっかけとなり、挿入歌の制作を依頼したという。起用されたことに対して、兄の菅原孝は「心より嬉しいです。孫に自慢できる」と話し、弟の菅原進は「本当に光栄です。兄弟で喧嘩しながらもここまで続けてきて良かった」とコメントしている。

### ぼくドラえもん
カップリング曲であるこの楽曲は、1979年から2005年まで放送された『ドラえもん』の主題歌である同名曲のカバーで、アコースティック調にアレンジされている。

## ディスクジャケット
シングルジャケットは、空の上にタケコプターを付けて飛んでいるドラえもん、野比のび太、源静香、ジャイアン、骨川スネ夫と、ビリー・バンバンが一緒に描かれた書き下ろしのイラストとなっている。

## 収録曲
| 全編曲: 森正明。 |                                            |                 |                 |       |
| #                | タイトル                                   | 作詞            | 作曲            | 時間  |
| 1.               | 「ココロありがとう」                       | 松井五郎        | 菅原進 菅原知子 | 5:03  |
| 2.               | 「ぼくドラえもん」                         | 藤子・F・不二雄 | 菊池俊輔        | 3:34  |
| 3.               | 「宝の地図」                               | 松井五郎        | 森正明          | 4:33  |
| 4.               | 「ココロありがとう」(オリジナル・カラオケ) |                 |                 | 5:02  |
| 5.               | 「ぼくドラえもん」(オリジナル・カラオケ)   |                 |                 | 3:34  |
| 6.               | 「宝の地図」(オリジナル・カラオケ)         |                 |                 | 4:32  |
| 合計時間:        | 合計時間:                                  | 合計時間:       | 合計時間:       | 26:18 |

## メディアでの使用
| # | 曲名                 | タイアップ                                                 | 出典   |
| - | -------------------- | ---------------------------------------------------------- | ------ |
| 1 | 「ココロありがとう」 | アニメ映画『映画ドラえもん のび太の宇宙小戦争 2021』挿入歌 | [ 11 ] |

## リリース日一覧
| 地域 | リリース日   | レーベル                 | 規格                   | 規格品番  | 備考 |
| ---- | ------------ | ------------------------ | ---------------------- | --------- | ---- |
| 日本 | 2022年3月2日 | ユニバーサルミュージック | CD                     | UPCY-5104 |      |
| 日本 | 2022年3月2日 | ユニバーサルミュージック | デジタル・ダウンロード |           |      |